# Harry Radhakishun

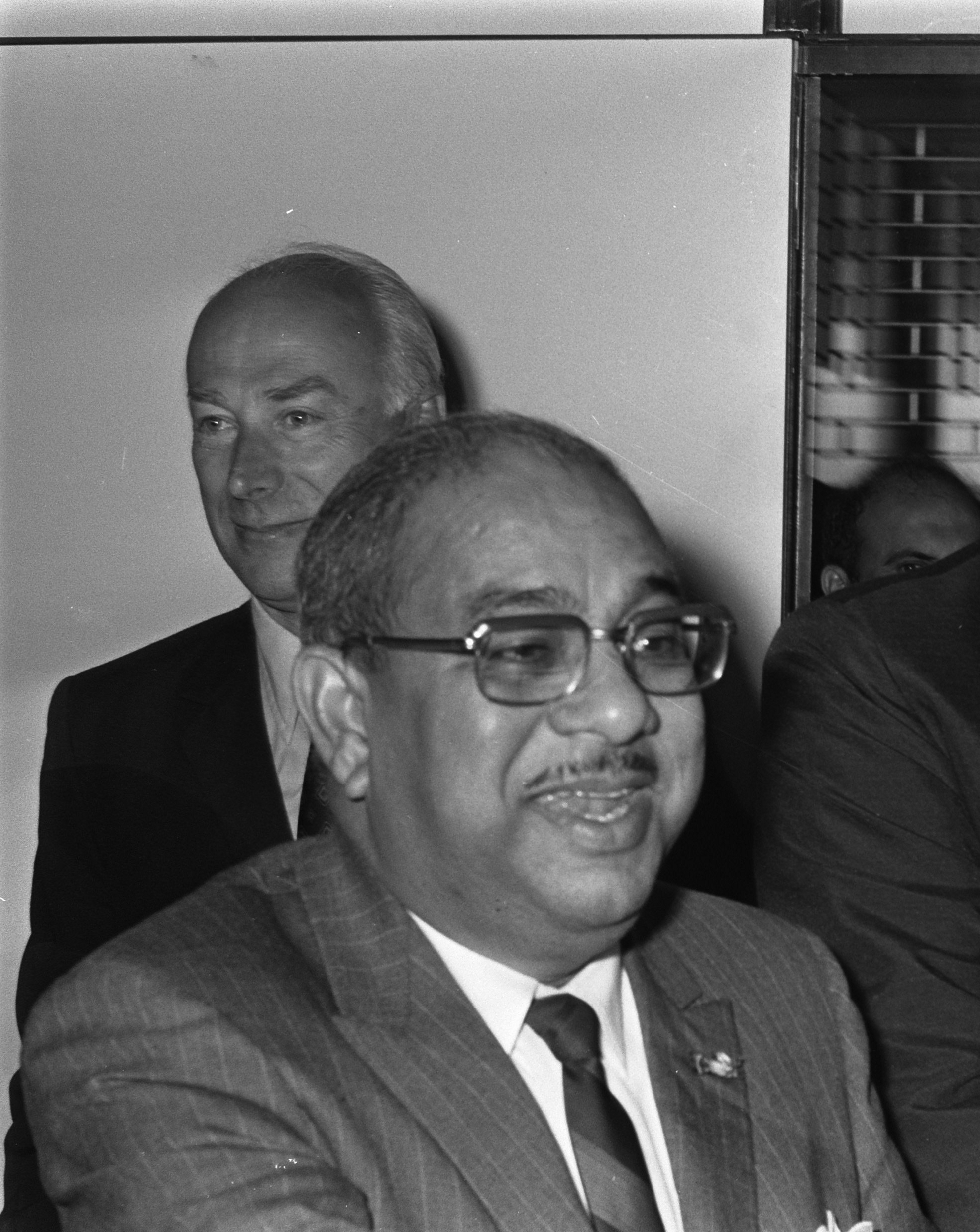
Harry Radhakishun in 1970

Harry Sharuh Radhakishun (Paramaribo, 25 juli 1921 – Amsterdam, 3 januari 1983) was een Surinaams politicus.

## Biografie
Harry Radhakishun studeerde enkele jaren rechtswetenschappen en ook nog accountancy en handelswetenschappen.
Bij de vervroegde verkiezingen van maart 1951 werd hij voor het eerst lid van de Staten van Suriname en bij latere verkiezingen nog meerdere keren herkozen.
Op 9 september 1962 richtten hij en zijn broer Sew Radhakishun samen het radiostation Radika op, met uitzendingen in voornamelijk het Sarnami Hindoestani en en een brede programmering van nieuws tot muziek en cultuur en kinderprogramma's. De zender had een VHP-gerichtheid.
Van 1963 tot 1967 was Radhakishun namens de VHP de minister van Landbouw, Veeteelt en Visserij (LVV) in het kabinet onder leiding van Johan Adolf Pengel. Daarna werd hij weer Staten-lid.
In 1969 werd hij wederom minister maar nu van Financiën met Jules Sedney als premier. Bij de verkiezingen van 1973 werd hij verkozen tot Statenlid maar de VHP werd een oppositiepartij waarna Henck Arron zowel premier als minister van Financiën werd. Radhakishun stapte in 1974 op als Statenlid.
In 1983 overleed hij in Nederland op 61-jarige leeftijd.